# Fluvicolini
Fluvicolini – plemię ptaków z podrodziny wodopławików (Fluvicolini) w rodzinie tyrankowatych (Tyrannidae).

## Zasięg występowania
Plemię obejmuje gatunki występujące w Ameryce.

## Systematyka
Do plemienia należą następujące rodzaje:
- Phelpsia W.E. Lanyon, 1984 – jedynym przedstawicielem jest Phelpsia inornata (Lawrence, 1869) – bentewiak
- Guyramemua Lopes, Chaves, de Aquino, Silveira & dos Santos, 2018 – jedynym przedstawicielem jest Guyramemua affine (Burmeister, 1856) – jasnoliczek
- Sublegatus P.L. Sclater & Salvin, 1868
- Colonia J.E. Gray, 1827 – jedynym przedstawicielem jest Colonia colonus (Vieillot, 1818) – białogłowik
- Arundinicola d’Orbigny, 1840 – jedynym przedstawicielem jest Arundinicola leucocephala (Linnaeus, 1764) – wodopławik białogłowy
- Fluvicola Swainson, 1827
- Pyrocephalus Gould, 1838
- Muscipipra Lesson, 1831 – jedynym przedstawicielem jest Muscipipra vetula (M.H.C. Lichtenstein, 1823) – mucharek
- Gubernetes Such, 1825 – jedynym przedstawicielem jest Gubernetes yetapa (Vieillot, 1818) – tyranol
- Heteroxolmis W.E. Lanyon, 1986 – jedynym przedstawicielem jest Heteroxolmis dominicana (Vieillot, 1823) – czarnopiórek
- Alectrurus Vieillot, 1816